# Крепитация
Крепита́ция (лат. crepitatio, от лат. crepitare — скрипеть, хрустеть) — характерный хрустящий звук, имеющий значение в медицинской диагностике.
Крепитация в клинической медицине бывает:
- альвеолярная при выслушивании (аускультации) лёгких — звук, возникающий, согласно современным представлениям, при «разлипании» альвеол. Выслушивается на высоте вдоха в виде совокупности множества «щелчков». В отличие от хрипов, возникает только в конце вдоха — начале выдоха. Этот звук напоминает шум, возникающий при растирании волос пальцами у уха.
- костная — ощущение «хруста» при движениях в месте перелома костей при пальпации .
- подкожная возникает при нагнетании в подкожную клетчатку газа (эмфиземе подкожной клетчатки). Представляет собой характерный хруст, возникающий из-за лопания пузырьков газа в тканях.